# Tinahely
Tinahely (iriska: Tigh na hÉille) är en ort i republiken Irland.   Den ligger i grevskapet Wicklow och provinsen Leinster, i den östra delen av landet, 60 km söder om huvudstaden Dublin. Tinahely ligger 95 meter över havet och antalet invånare är 970.
Terrängen runt Tinahely är huvudsakligen kuperad, men åt nordväst är den platt. Tinahely ligger nere i en dal. Runt Tinahely är det ganska glesbefolkat, med 22 invånare per kvadratkilometer. Närmaste större samhälle är Gorey, 17,7 km sydost om Tinahely. Trakten runt Tinahely består i huvudsak av gräsmarker.